# 神酒龍一
神酒 龍一（みき りゅういち、1983年3月19日 - ）は、日本の男性総合格闘家。埼玉県さいたま市出身。専修大学出身。CAVE所属。元フライ級キング・オブ・パンクラシスト。元修斗世界フライ級王者。

## 来歴
高校時にGUTSMAN・修斗道場に入門。
2004年9月20日、第11回全日本アマチュア修斗選手権大会・バンタム級（-56kg）に出場。準決勝で下川雄生に敗れ、3位となった。
2005年7月14日、プロ修斗デビュー戦で菅原雅顕に判定負け。プロデビューを機にリングネームを本名から神酒 龍一に変更した。
2006年11月30日、2006年バンタム級（-56kg）新人王決定トーナメント決勝で森卓也に判定勝ちし、バンタム級新人王となった。
2007年10月21日付けでクラスAに昇格した。
2008年5月3日、修斗で漆谷康宏と対戦し、1-0の判定ドロー。
2010年5月30日、3度目の対戦となった漆谷康宏と修斗世界バンタム級（-56kg）王座決定戦で対戦し、0-3の判定負けを喫し王座獲得に失敗した。
2013年7月27日、修斗世界バンタム級（-56kg）王座決定戦で飛猿☆No.2と対戦し、1-1の判定ドローで王座獲得に失敗した。
2013年11月9日、修斗世界バンタム級王座決定戦で7月にドロー決着となった飛猿☆No.2と再戦し、3-0の判定勝ちを収め王座獲得に成功した。
2015年5月3日、修斗世界バンタム級タイトルマッチで3度目の対戦となった菅原雅顕と対戦し、0-2の判定負けで王座から陥落した。
2015年12月13日、PANCRASE 273の王者査定試合でフライ級キング・オブ・パンクラシストの清水清隆と対戦し、3-0の判定勝ちを収め王座挑戦権獲得に成功した。
2016年7月24日、PANCRASE 279のフライ級キング・オブ・パンクラス決定戦で安永有希と対戦し、3-0の判定勝ちを収め王座獲得に成功した。
2017年3月12日、PANCRASE 285でのフライ級キング・オブ・パンクラス・タイトルマッチで挑戦者のマモルと対戦し、1-2の判定負けで王座防衛に失敗した。

## 戦績

### プロ総合格闘技
| 総合格闘技 戦績 | 総合格闘技 戦績 | 総合格闘技 戦績 | 総合格闘技 戦績 | 総合格闘技 戦績 | 総合格闘技 戦績 | 総合格闘技 戦績 |
| --------------- | --------------- | --------------- | --------------- | --------------- | --------------- | --------------- |
| 39 試合         | (T)KO           | 一本            | 判定            | その他          | 引き分け        | 無効試合        |
| 21 勝           | 4               | 1               | 16              | 0               | 4               | 0               |
| 14 敗           | 1               | 1               | 12              | 0               | 4               | 0               |

| 勝敗 | 対戦相手               | 試合結果                    | 大会名                                                                                          | 開催年月日     |
| ×    | 斎藤璃貴               | 5分2R終了 判定1-2           | DEEP TOKYO IMPACT 2025 2nd ROUND                                                                | 2025年4月13日  |
| ×    | フェン・ティエンハオ   | 1R 1:41 KO（飛び膝蹴り）    | WLF MMA 70                                                                                      | 2023年12月22日 |
| ○    | 上田将竜               | 5分3R終了 判定2-1           | PANCRASE 311                                                                                    | 2019年12月8日  |
| ○    | 井上学                 | 2R 4:55 KO（跳び膝蹴り）    | PANCRASE 306                                                                                    | 2019年6月30日  |
| ×    | 秋葉大樹               | 5分3R終了 判定1-2           | PANCRASE 303                                                                                    | 2019年3月17日  |
| ×    | マモル                 | 5分5R終了 判定1-2           | PANCRASE 285 【フライ級キング・オブ・パンクラス・タイトルマッチ】                               | 2017年3月12日  |
| ×    | 古間木崇宏             | 3分3R終了 判定0-3           | PANCRASE 283                                                                                    | 2016年12月18日 |
| ○    | 安永有希               | 5分5R終了 判定3-0           | PANCRASE 279 【フライ級キング・オブ・パンクラス決定戦】                                         | 2016年7月24日  |
| ○    | 清水清隆               | 5分3R終了 判定3-0           | PANCRASE 273 【王者査定試合】                                                                   | 2015年12月13日 |
| ○    | 古賀靖隆               | 5分3R終了 判定3-0           | PANCRASE 270                                                                                    | 2015年10月4日  |
| ×    | 菅原雅顕               | 5分5R終了 判定0-2           | 修斗 MOBSTYLES 15th Anniversary TOUR FIGHT & MOSH 【修斗世界バンタム級タイトルマッチ】          | 2015年5月3日   |
| ×    | 和田竜光               | 3R 2:07 チョークスリーパー  | DEEP DREAM IMPACT 2014 〜大晦日SPECIAL〜                                                        | 2014年12月31日 |
| ×    | シーザー・スクラヴォス | 5分3R終了 判定0-3           | VTJ 5th in OSAKA 【フライ級トーナメント 準決勝】                                                | 2014年6月28日  |
| ○    | 前田吉朗               | 5分3R終了 判定3-0           | VTJ 4th 【フライ級トーナメント 1回戦】                                                          | 2014年2月23日  |
| ○    | 飛猿☆No.2              | 5分5R終了 判定3-0           | 修斗 2013年第5戦 【修斗世界バンタム級王座決定戦】                                               | 2013年11月9日  |
| △    | 飛猿☆No.2              | 5分5R終了 判定1-1           | 修斗 2013年第3戦 【修斗世界バンタム級王座決定戦】                                               | 2013年7月27日  |
| ○    | キム・ウンヒョン       | 2R 2:28 TKO（パウンド）     | 修斗 2013年第1戦                                                                                | 2013年1月20日  |
| ○    | 越智晴雄               | 5分3R終了 判定3-0           | 修斗                                                                                            | 2012年11月11日 |
| ○    | 北原史寛               | 1R 4:32 KO (スタンドパンチ) | 修斗                                                                                            | 2012年3月10日  |
| ○    | 柴田"MONKEY"有哉       | 5分3R終了 判定3-0           | 修斗                                                                                            | 2012年3月10日  |
| ×    | 渡辺健太郎             | 5分2R終了 判定0-3           | 修斗 SHOOTO the SHOOT 2011                                                                      | 2011年11月5日  |
| ×    | 越智晴雄               | 5分2R終了 判定1-2           | 修斗 SHOOTOR’S LEGACY 04                                                                        | 2011年9月23日  |
| ×    | 漆谷康宏               | 5分3R終了 判定0-3           | 修斗 The Way of SHOOTO 03 〜Like a Tiger, Like a Dragon〜 【修斗世界バンタム級王座決定戦】      | 2010年5月30日  |
| ○    | 菅原雅顕               | 5分3R終了 判定3-0           | 修斗 REVOLUTIONARY EXCHANGES 3                                                                  | 2009年11月23日 |
| ×    | 漆谷康宏               | 5分3R終了 判定0-3           | 修斗 REVOLUTIONARY EXCHANGES 2                                                                  | 2009年9月22日  |
| ○    | 生駒純司               | 5分3R終了 判定3-0           | 修斗 SHOOTING DISCO 8 〜We are Tarzan!〜                                                        | 2009年4月10日  |
| ○    | 久保山誉               | 1R 4:58 TKO（パウンド）     | 修斗 SHOOTING DISCO 7 〜YOUNG MAN〜                                                             | 2009年1月31日  |
| ○    | 秋本じん               | 5分3R終了 判定2-0           | 修斗 SHOOTING DISCO 6 〜栄冠は君に輝く〜                                                        | 2008年10月5日  |
| △    | 漆谷康宏               | 5分3R終了 判定1-0           | "修斗伝承 01" ROAD TO 20th ANNIVERSARY                                                          | 2008年5月3日   |
| ○    | 細谷健二               | 5分2R終了 判定3-0           | 修斗 SHOOTING DISCO 4 〜ボーン イン ザ ☆ ファイティング〜                                       | 2008年2月23日  |
| ○    | 赤木敏倫               | 5分2R終了 判定3-0           | 修斗 SHOOTING DISCO 3 〜エブリバディー ファイト ナウ〜                                          | 2007年10月20日 |
| △    | ヒートたけし           | 5分2R終了 判定1-0           | 修斗 SHOOTING DISCO 2 〜今夜はヒートアップ〜                                                    | 2007年8月5日   |
| ○    | 塙真一                 | 5分2R終了 判定3-0           | 修斗                                                                                            | 2007年6月30日  |
| ○    | 森卓也                 | 5分2R終了 判定2-0           | 修斗 【新人王決定トーナメント バンタム級 決勝】                                                 | 2006年11月30日 |
| ○    | 塩田"GOZO"歩           | 5分2R終了 判定2-0           | 修斗 下北沢修斗劇場 第16弾 〜燃えろいい男〜 【新人王決定トーナメント バンタム級 準決勝】        | 2006年10月1日  |
| △    | 井上英                 | 5分2R終了 判定0-1           | 修斗 下北沢修斗劇場 第15弾 〜シューティングスター〜 【新人王決定トーナメント バンタム級 2回戦】 | 2006年7月30日  |
| ×    | 正城ユウキ             | 5分2R終了 判定0-3           | 修斗 下北沢修斗劇場 第14弾 〜'06 巣立ち〜                                                       | 2006年3月3日   |
| ○    | 松藤裕晴               | 2R 1:56 スリーパーホールド  | 修斗 下北沢修斗劇場 第13弾 〜Soulful Fight〜                                                    | 2005年10月28日 |
| ×    | 菅原雅顕               | 5分2R終了 判定0-3           | 修斗 下北沢修斗劇場 第12弾 〜Shooter's Summer〜                                                 | 2005年7月14日  |

### アマチュア総合格闘技
| 勝敗 | 対戦相手 | 試合結果              | 大会名                                                     | 開催年月日    |
| ×    | 下川雄生 | 4分1R終了 判定21-32   | 第11回全日本アマチュア修斗選手権大会 【バンタム級 準決勝】 | 2004年9月20日 |
| ○    | 百武直宏 | 4分1R終了 判定23-16   | 第11回全日本アマチュア修斗選手権大会 【バンタム級 2回戦】  | 2004年9月20日 |
| ○    | 近藤宏行 | 1R 3:37 TKO（カット） | 第11回全日本アマチュア修斗選手権大会 【バンタム級 1回戦】  | 2004年9月20日 |

## 獲得タイトル
- 修斗バンタム級新人王（2006年）
- 第4代修斗世界バンタム級王座（2013年）
- 第3代フライ級キング・オブ・パンクラス王座（2016年）